# Illa Jordà
Illa Jordà o L'Illa de Baix (en francès: L'Isle-Jourdain; en occità: L'Isla de Baish), és una comuna del departament del Gers, a la regió d'Occitània, a uns 150 metres sobre el nivell del mar i amb vora 6.000 habitants. És el cap del Cantó de l'Illa Jordà.

## Demografia
| Evolució de la població Ehess i INSEE |       |       |       |       |      |       |       |       |
| 1793                                  | 1800  | 1806  | 1821  | 1831  | 1836 | 1841  | 1846  | 1851  |
| 4 146                                 | 3 792 | 4 159 | 4 257 | 4 307 | -    | 4 933 | 4 865 | 4 921 |

| 1856  | 1861  | 1866  | 1872  | 1876  | 1881  | 1886  | 1891  | 1896  |
| ----- | ----- | ----- | ----- | ----- | ----- | ----- | ----- | ----- |
| 4 773 | 4 867 | 4 954 | 4 864 | 4 671 | 4 479 | 4 572 | 4 442 | 4 305 |

| 1901  | 1906  | 1911  | 1921  | 1926  | 1931  | 1936  | 1946  | 1954  |
| ----- | ----- | ----- | ----- | ----- | ----- | ----- | ----- | ----- |
| 4 122 | 3 885 | 3 774 | 3 313 | 3 560 | 3 535 | 3 527 | 3 536 | 3 447 |

| 1962  | 1968  | 1975  | 1982  | 1990  | 1999  | 2006 | 2011 | 2016 |
| ----- | ----- | ----- | ----- | ----- | ----- | ---- | ---- | ---- |
| 3 675 | 4 002 | 4 195 | 4 358 | 5 029 | 5 560 | -    | -    | -    |

| 2019 | - | - | - | - | - | - | - | - |
| ---- | - | - | - | - | - | - | - | - |
| -    | - | - | - | - | - | - | - | - |

## Història
A l'Edat Mitjana fou el cap de la Senyoria d'Illa Jordà (c. 1000-1345) i després un comtat (c.1345-1375).

## Administració
| Període   | Identitat         | Partit |
| --------- | ----------------- | ------ |
| 1944-1953 | Joseph Delieux    |        |
| 1953-1977 | Marius Campistron |        |
| 1977-1995 | Michel Ghirardi   | PS     |
| 1995-2001 | Louis Aygobère    |        |
| 2001-     | Alain Tourné      | PS     |

## Agermanaments
- Carballo
- Motta di Livenza